# Cailler
Cailler es la marca de chocolate suizo más antigua. Fue fundada por François-Louis Cailler en 1819, y posteriormente comprado por Nestlé en 1929.

## Historia
Francois-Louis Cailler nació en Vevey, Suiza, en el año 1796.
Junto con Abram L. C. Cusin, Cailler primero abrió un tienda en Vevey en 1818, antes de empezar a producir chocolate a gran escala.
En 1929, Peter, Cailler, Kohler y Chocolats Suisses S.A. se fusionaron con el grupo Nestlé.

## Productos

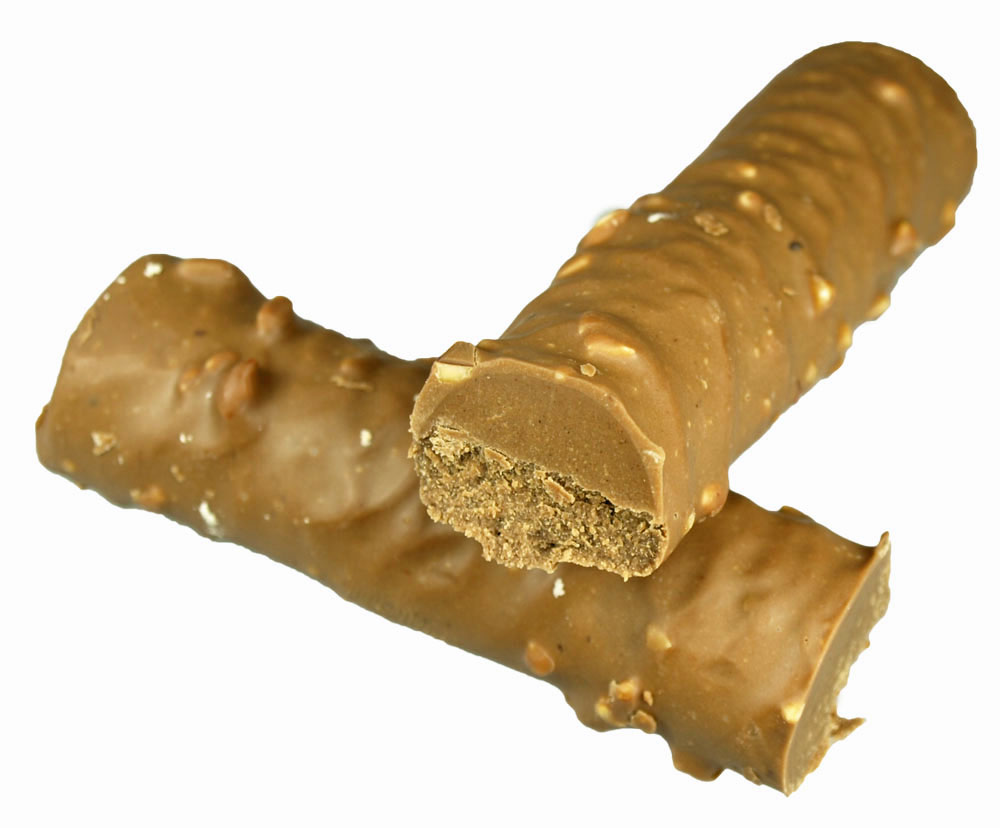
Cailler Branche (versión clásica)

Cailler produce una gran variedad de tabletas de chocolate, especialmente de chocolate con leche, pero también chocolate negro y blanco. También es especialmente conocida por sus branches ("ramas" en francés) de chocolate, las cuales fueron mencionadas por primera vez en el libro de recetas de Kohler,  publicado en el 1896 y comenzaron su producción en 1904. Cailler también produce bombones de chocolate.

## Ubicación
La sede de Cailler está establecida en la ciudad suiza de Broc, en el distrito de Gruyères (cantón de Friburgo). 

### Actividades
Maison Cailler hace a la vez de fábrica de museo, donde los visitantes pueden no sólo conocer la historia de la marca y el proceso de creación del chocolate, sino que también podrán visitar la sala de degustaciones del museo. La fábrica permanece abierta siete días una semana, y las visitas están disponibles en hasta doce idiomas (incluyendo tanto el inglés como el castellano).  Las actividades disponibles son:
- Visitas de museo
- Talleres de chocolate
- Boutique
- Cafetería
- Juego de escapada
- Patio exterior
- Eventos especiales por Navidad o Pascua